# Tezuka’s Barbara
Tezuka's Barbara (Originaltitel japanisch ばるぼら Baru bora) ist ein japanischer Film aus dem Jahre 2019. Regie führte Macoto Tezuka. Es handelt sich dabei um die Verfilmung des Mangas Barbara von Osamu Tezuka.

## Handlung
Yosuke Mikura ist Schriftsteller und lebt in Tokio. Eines Tages trifft er in einer Unterführung Barbara, eine betrunkene Obdachlose, die Verlaine zitiert. Als Yosuke sie anspricht, staunt er, dass sie ihm antwortet, seine Bücher gelesen zu haben. Er nimmt sie mit in seine Wohnung, doch bald gerät er über ihr ungezügeltes Verhalten und ihre Kritik an seiner schriftstellerischen Qualität in Wut und verweist sie der Wohnung.
In seiner Bekanntheit als Autor sieht Yosuke das Dilemma, dass sie ihm die Bekanntschaft vieler Frauen, aber keine feste Beziehung verschafft hat. Auch wenn es scheint, dass sich andere Frauen für ihn interessieren, taucht im entscheidenden Moment Barbara auf und entlarvt seine erotischen Kontakte als Hirngespinst.
Nach einiger Zeit verliert Yosuke seine Abneigung zu Barbara und erkennt in ihr eine Muse, die ihn zu einem leidenschaftlicheren Schriftsteller werden lässt. Gleichzeitig erleiden Personen aus dem Umkreis Yosukes fast gleichzeitig einen Schwächeanfall, während er in seiner Schreibtischschublade eine Voodoo-Puppe findet, die von Barbara stammt.
Nach einem weiteren Besuch von Barbara unternimmt Yosuke mit ihr einen Ausflug aufs Land. Während der Fahrt hat das Auto eine Panne und er sucht mit ihr eine Hütte im Wald auf. Dort erstarrt Barbara und Yosukes Bemühungen sie wiederzubeleben sind vergebens.

## Kritik
„Die Adaption eines satirisch und erotisch aufgeladenen Mangas aus den 1970er-Jahren ist visuell und musikalisch bestechend und verfügt über eine faszinierende Hauptdarstellerin. Die zahllosen angestoßenen Motive werden allerdings nicht immer schlüssig verknüpft, sodass der Film bei allen Reizen etwas ratlos zurücklässt.“